# Muhamed Zulić
Muhammed Zulić (Orašac, 5. srpnja 1928. – Zagreb, 16. listopada 2008.) je bio hrvatski političar.

## Životopis
Muhamed Zulić rodjen je u Orašcu, BiH, 1928. godine. Bio je zastupnikom u drugom sazivu Hrvatskog državnog sabora. Od 31. srpnja 1991. do 12. kolovoza 1992. godine bio je ministar bez lisnice u trećoj Vladi Republike Hrvatske, u Vladi demokratskog jedinstva premijera Franje Gregurića, kao član HDZ-a. Za vrijeme Domovinskog rata zarobili su ga pobunjeni Srbi s područja Banovine. Bio je u zarobljeništvu 25 dana. Oslobođen je 11. studenoga 1991. godine.
1993. godine bio je saborskim izaslanikom na komemoraciji u Bleiburgu u Austriji.
2005. godine donirao je Zakladi Ivana Meštrovića Meštrovićev rad Milan Milić.
Umro je 16. listopada 2008. godine u Zagrebu. Pokopan je na Mirogoju.

## Odlikovanja
Nositelj je Spomenice Domovinskog rata i odlikovanja Reda Ante Starčevića.